# Posztrock

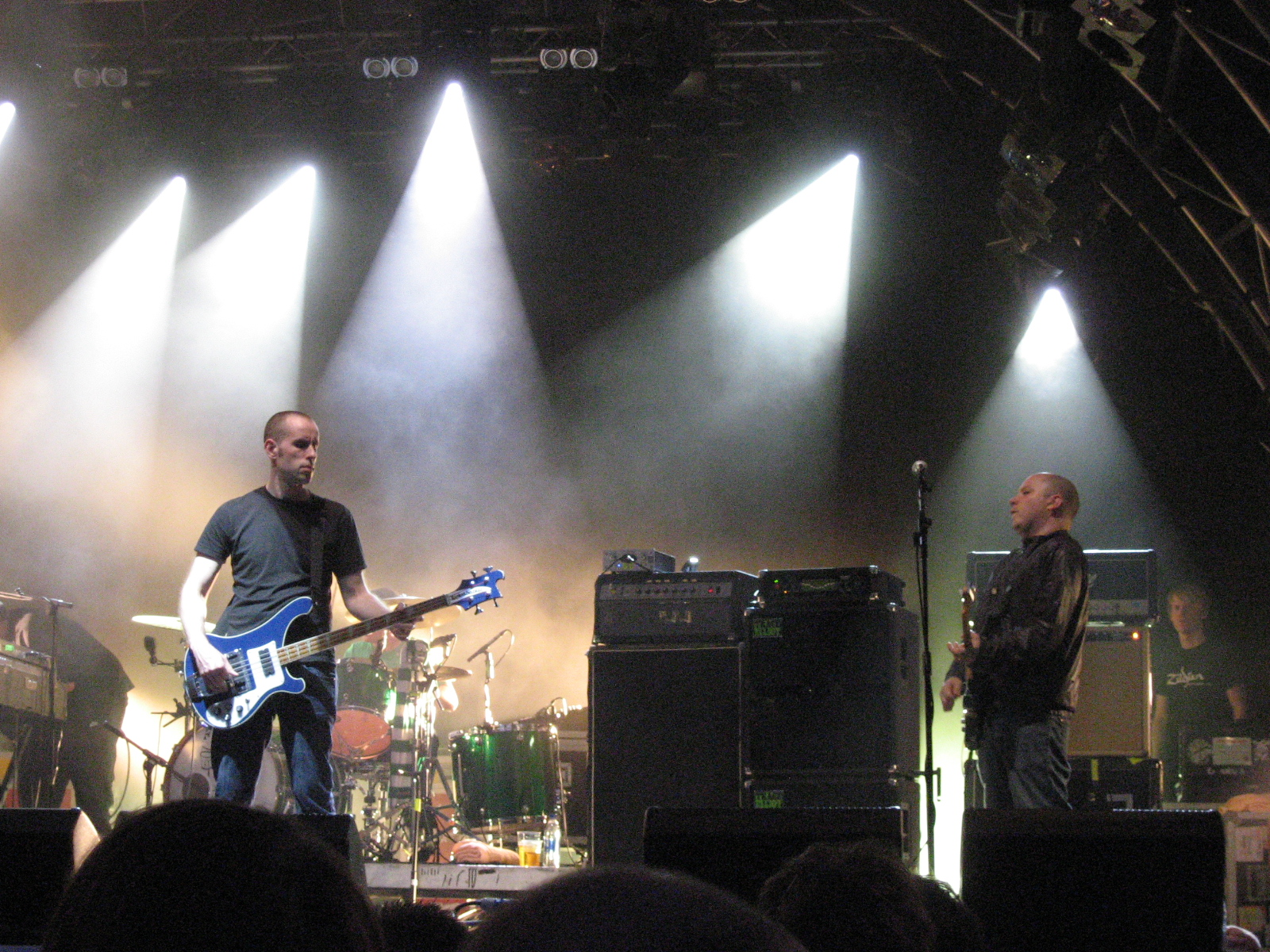
2007-es Mogwai koncert.

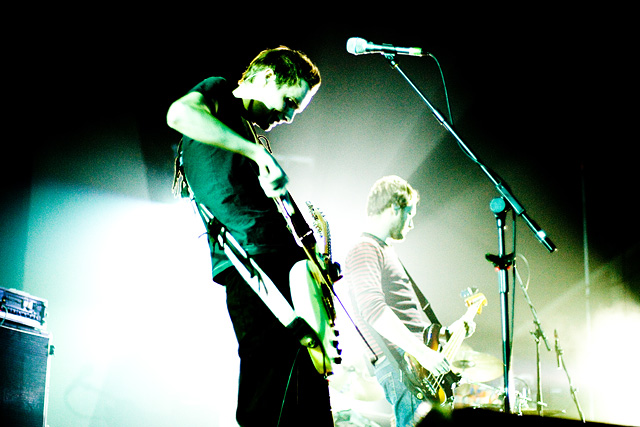
2005-ös Sigur Rós koncert Reykjavikban.

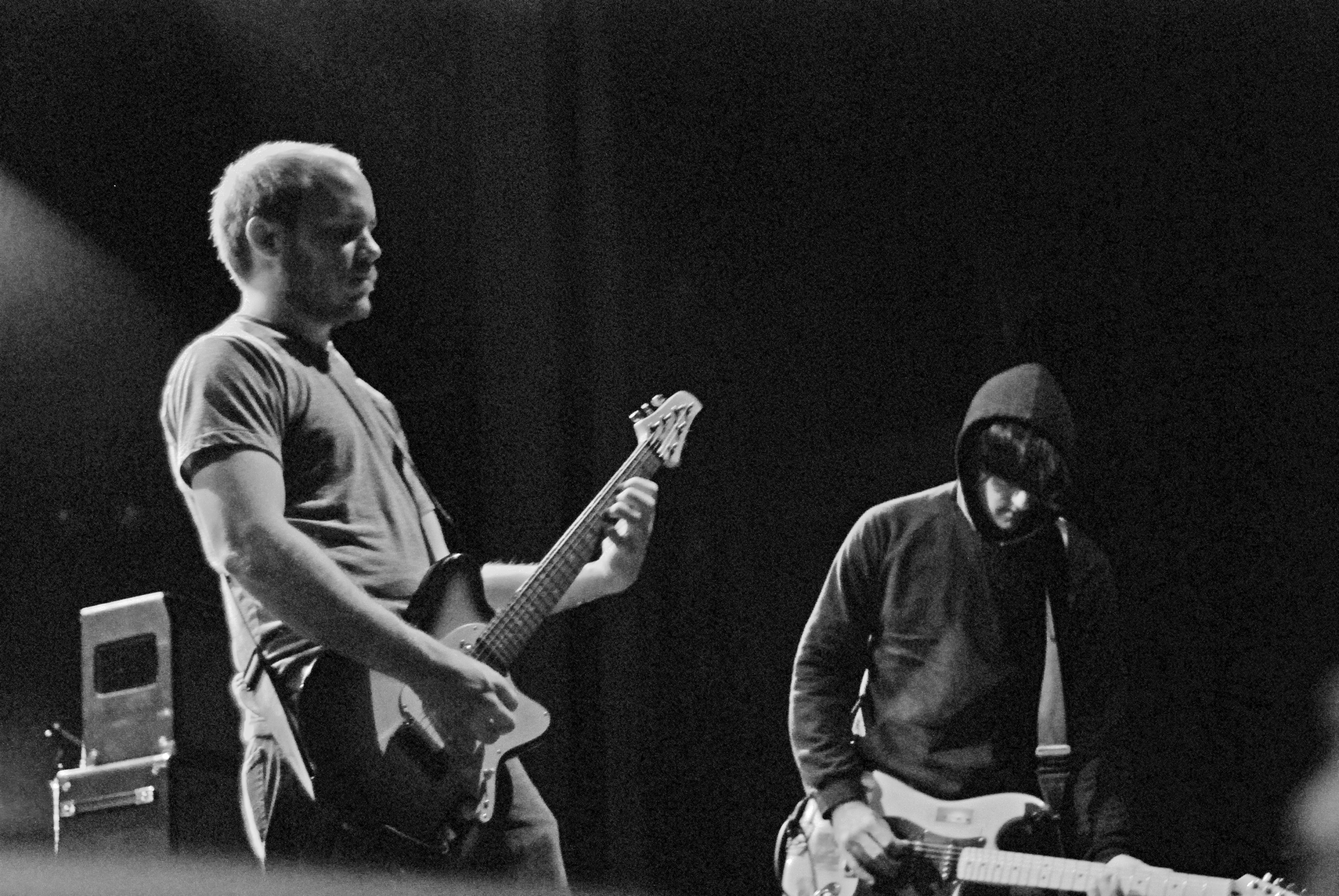
Explosions in the Sky New York-i koncertje 2007-ben.

A posztrock (angolul post-rock) műfajt az alternatív rockzene körébe sorolják hangszerelése miatt, mert ez többnyire a gitárok, basszusgitár és dob összetételből állnak. Pedig a hangszerelésen kívül nem sok köze van a hagyományos rockhoz, mert e stílus témái különleges ritmusokat, harmóniákat, melódiákat, változatos hangszíneket és akkordmeneteket tartalmaznak, amik többnyire a rockzenéből hiányoznak. Igazából rock hangszerelésű komoly- és könnyűzene keveréke.
Ez a műfaj nagyon sok más stílust ötvöz magában, ide tartoznak az ambient, jazz, elektronikus (easy listening), experimentál stb. A stílusra még jellemző, hogy a hangszereket nem hagyományos módon (például néha a gitárt nem pengetővel, hanem vonóval) szólaltatják meg, továbbá a dobok nyers és erőteljes jelenléte, melyek még intenzívebbé teszik a zenét. A számok felépítésében nincsenek különösebb koncepciók, mint a rockban és a popban, néha erőteljes már-már metálos riff-ek (post-metal) után hirtelen néhány perces melankólikus-ambientbe forduló, vagy hirtelen megjelenő zajokat hallhatunk. A post-rock elnevezést 1994-ben használták először a Bark Psychosis nevű zenekar lemezére. 1994 előtt a shoegaze, dream pop és space rockként emlegették a hasonló próbálkozásokat, bár ezek főként elektronikus zenék voltak. A 90-es évek végén a műfajból kialakult egy új irányzat, a post-metal. Ez lényegében metálzene, enyhe post-rock-os hatásokkal-hangzásokkal, legtöbbször ének nélkül (Pelican).
A stílus legnagyobb központjai Kanada, Anglia, U.S.A., de Japánban is egyre több zenekar található. Napjainkban a műfaj legnépszerűbb képviselői a Sigur Rós, az Explosions in the Sky, az I'msonic rain, a This Will Destroy You vagy a Mogwai.
Magyar post rock és math rock zenekarok: Platon Karataev, Törzs, Képzelt Város, Innerverse, BUZZ, Last Seconds, Rosa Parks, Félperc, Mar Gruesa, The Hostages Went Home, Fleet goes North, Deley, Silence, Johnny in the Jungle.
- Postrock.hu Archiválva 2015. június 14-i dátummal a Wayback Machine-ben
- Indie club Blog

## Jellegzetességei
A posztrock hangzásában elegyednek különböző zenei stílusok, mint a krautrock, ambient, pszichedelikus rock, progresszív rock, space rock, math rock, tape music, a brit IDM, jazz, posztpunk. A krautrock az 1970-es években volt talán az egyik legnagyobb befolyással a posztrock műfajra a "motorik" elemével, amely egy jellemző ütem.
A posztrock kompozíciók sokszor használnak folytonosan ismétlődő, repetitív motívumokat, melyek ugyanakkor finoman váltakoznak, vagy dinamikusan alakulnak.

## Külső hivatkozások
- This Will Destroy You
- Képzelt Város
- Innerverse
- Deley
- Rosa Parks
- last.fm/post-rock
- Post-rock zenekarok listája
- Dióhéjban a poszt-rockról – körkép kintről és itthonról Archiválva 2016. január 16-i dátummal a Wayback Machine-ben
- Mar Gruesa
- Silence